# Salón de la Fama de las mujeres de Alabama
El Salón de la Fama de las mujeres de Alabama honra los éxitos de las mujeres asociadas con el estado de Alabama en los Estados Unidos. Establecido en 1970, las primeras mujeres fueron galardonadas al año siguiente. El museo está ubicado en Bean Hall en el campus de Judson College en Marion, Alabama. Se convirtió en una agencia estatal en 1975 por un acto de la Legislatura de Alabama. La organización está gobernada por una junta de once miembros. Son elegidos por períodos de tres años con un mínimo de un miembro de la junta de las áreas de arte, negocios, servicio comunitario, educación, derecho, medicina, política, religión y ciencia. Además de la junta, el presidente del Judson College y el gobernador de Alabama participan como miembros con voto.

## Galardonadas
| Nombre                           | Imagen                           | Nacimiento–Muerte | Año                                                                                   | Área de éxito | Ref(s) |
| -------------------------------- | -------------------------------- | ----------------- | ------------------------------------------------------------------------------------- | --- | ------ |
| Hallie Farmer                    |                                  | (1881–1960)       | 1971                                                                                  | Política, educadora, autora, reformadora de la prisión | [ 4 ]  |
| Helen Adams Keller               |                                  | (1880–1968)       | 1971                                                                                  | Autora sordaciega, activista política, conferenciante | [ 5 ]  |
| Julia Strudwick Tutwiler         |                                  | (1841–1916)       | 1971                                                                                  | Autora, Presidenta del Alabama Normal College, reformadora de prisión, autora de la canción oficial del estado, Alabama | [ 6 ]  |
| Agnes Ellen Harris               |                                  | (1883–1952)       | 1972                                                                                  | Educadora, Decana de Mujeres en la Universidad de Auburn y de la Universidad de Alabama | [ 7 ]  |
| Margaret Murray Washington       |                                  | (1856–1925)       | 1972                                                                                  | Fundadora de escuelas del condado e industriales, directora del Instituto Normal e Industrial de Tuskegee | [ 8 ]  |
| Edwina Donnelly Mitchell         |                                  | (1894–1968)       | 1973                                                                                  | Servicios humanitarios, servicios sociales, reformadora penitenciaria | [ 9 ]  |
| Lurleen Burns Wallace            |                                  | (1926–1968)       | 1973                                                                                  | Primera mujer gobernadora de Alabama | [ 10 ] |
| Henrietta Gibbs                  |                                  | (1879–1960)       | 1974                                                                                  | Servicios sociales, consejera juvenil, líder de las causas de las mujeres estadounidenses | [ 11 ] |
| Loraine Bedsole Tunstall         |                                  | (1879–1953)       | 1974                                                                                  | Servicios sociales, creadora de servicios de bienestar infantiles, primera mujer en dirigir un departamento en el gobierno estatal de Alabama | [ 12 ] |
| Dixie Bibb Graves                |                                  | (1883–1965)       | 1975                                                                                  | Servicios sociales y políticos, primera mujer de Alabama elegida para el Senado de los Estados Unidoste | [ 13 ] |
| Marie Bankhead Owen              |                                  | (1869–1958)       | 1975                                                                                  | Autora, historiadora, directora del Departamento de Archivos e Historia de Alabama | [ 14 ] |
| Ruth Robertson Berrey            |                                  | (1906–1973)       | 1976                                                                                  | Médica, misionera | [ 15 ] |
| Annie Lola Price                 |                                  | (1903–1972)       | 1976                                                                                  | Abogada, primera mujer en ejercer en el tribunal superior de Alabama, Jefe del Tribunal de Apelaciones en lo Penal de Alabama | [ 16 ] |
| Amelia Gayle Gorgas              |                                  | (1826–1913)       | 1977                                                                                  | Bibliotecaria, enfermera, profesora, consejera universitaria | [ 17 ] |
| Augusta Jane Evans Wilson        |                                  | (1835–1909)       | 1977                                                                                  | Escritora, enfermera de la Guerra Civil | [ 18 ] |
| Annie Rowan Forney Daugette      |                                  | (1876–1974)       | 1978                                                                                  | Escritora, historiadora, diseñó el sello de Alabama | [ 19 ] |
| Patti Ruffner Jacobs             |                                  | (1875–1939)       | 1978                                                                                  | Politóloga, promotora del sufragio femenino | [ 20 ] |
| Myrtle Brooke                    |                                  | (1872–1948)       | 1979                                                                                  | Educadora, servicios sociales, pionera de la salud mental | [ 21 ] |
| Carrie A. Tuggle                 |                                  | (1858–1924)       | 1979                                                                                  | Educadora, servicios sociales, instigadora de Juvenile and Domestic Courts, fundadora del orfanato para afroamericanos | [ 22 ] |
| Kathleen Moore Mallory           |                                  | (1879–1954)       | 1980                                                                                  | Servicios sociales, editora de la revista, ejecutiva de la Unión de Mujeres Misioneras | [ 23 ] |
| Ruby Pickens Tartt               |                                  | (1880–1974)       | 1980                                                                                  | Escritora, folclorista, artista, bibliotecaria | [ 24 ] |
| Tallulah Bankhead                |                                  | (1903–1968)       | 1981                                                                                  | Actriz | [ 25 ] |
| Elizabeth Johnston               |                                  | (1851–1934)       | 1981                                                                                  | Fundadora de Alabama Boys 'Industrial School, trabajadora de servicios sociales; también conocida como Sra. RD Johnston | [ 26 ] |
| Chrysostom Moynahan              |                                  | (1863–1941)       | 1982                                                                                  | Nun, primera enfermera registrada con licencia en Alabama, administradora del hospital, fundó la Escuela de Enfermería de San Vicente | [ 27 ] |
| Loula Friend Dunn                |                                  | (1896–1977)       | 1982                                                                                  | Comisionada de Bienestar Público de Alabama, primera directora ejecutiva de la Asociación Estadounidense de Bienestar Público | [ 28 ] |
| Anne Mathilde Bilbro             |                                  | (1870–1958)       | 1983                                                                                  | Compositora, profesora de música, escritora | [ 29 ] |
| Clara Weaver Parrish             |                                  | (1861–1925)       | 1983                                                                                  | Artista, creadora y diseñadora de Tiffany Studios | [ 30 ] |
| Mildred Westervelt Warner        |                                  | (1893–1974)       | 1984                                                                                  | Presidenta de Gulf States Paper Corporation, conservacionista, filántropa | [ 31 ] |
| Katherine White-Spunner          |                                  | (1892–1978)       | 1984                                                                                  | Enfermera, administradora del hospital | [ 32 ] |
| Blanche Evans Dean               |                                  | (1892–1974)       | 1985                                                                                  | Conservacionista, naturalista | [ 33 ] |
| Katherine Vickery                |                                  | (1898–1978)       | 1985                                                                                  | Presidenta de la Asociación de Psicología de Alabama; miembro de la Academia de Ciencias de Alabama y de la Asociación Estadounidense para el Avance de la Ciencia | [ 34 ] |
| Chamintney Stovall Thomas        |                                  | (1899–1979)       | 1986                                                                                  | Músico, profesora, escritora | [ 35 ] |
| Martha Strudwick Young           |                                  | (1862–1941)       | 1986                                                                                  | Folclorista, autora, poetisa | [ 36 ] |
| Elizabeth Caroline Crosby        |                                  | (1888–1983)       | 1987                                                                                  | Científica, profesora, autora | [ 37 ] |
| Lella Warren                     |                                  | (1899–1982)       | 1987                                                                                  | Autor | [ 38 ] |
| Katharine Cooper Cater           |                                  | (1914–1980)       | 1988                                                                                  | Decana de mujeres y vida estudiantil en la Universidad de Auburn | [ 39 ] |
| Mary Elizabeth Phillips Thompson |                                  | (1855–1927)       | 1988                                                                                  | Primera dama del Lincoln Normal School | [ 40 ] |
| Gwen Bristow                     |                                  | (1903–1980)       | 1989                                                                                  | Autora, periodista | [ 41 ] |
| Geneva Mercer                    |                                  | (1889–1984)       | 1989                                                                                  | Artista, escultora | [ 42 ] |
| Maud McLure Kelly                |                                  | (1887–1973)       | 1990                                                                                  | Sufragista, genealogista, historiadora, primera mujer en ejercer la abogacía en Alabama (admitida en el Colegio de Abogados en 1908), primera mujer en ser admitida en el Colegio de Abogados de la Corte Suprema de los Estados Unidos. Como abogada en ejercicio en el Sur en 1914, admitida en Salón de la Fama de los Abogados de Alabama, en 2014 | [ 43 ] |
| Octavia Walton Le Vert           |                                  | (1811–1877)       | 1990                                                                                  | Socialista, enfermera de la Guerra Civil, escritora | [ 44 ] |
| Frances Virginia Praytor         |                                  | (1899–1974)       | 1991                                                                                  | Profesora, copropietaria de Smith and Hardwick Bookstore de Birmingham | [ 45 ] |
| Anna Linton Praytor              |                                  | (1914–1989)       | 1991                                                                                  | Profesora, copropietaria de Smith and Hardwick Bookstore de Birmingham | [ 45 ] |
| Julia Tarrant Barron             | Archivo:Julia Tarrant Barron.jpg | (1805–1890)       | 1991                                                                                  | Ayudó a establecer el Judson College y el Howard College, cofundadora de The Alabama Baptist | [ 46 ] |
| Zelda Sayre Fitzgerald           |                                  | (1900–1948)       | 1992                                                                                  | Autora, bailarina, pintora | [ 47 ] |
| Frances Scott Fitzgerald Smith   |                                  | (1921–1986)       | 1992                                                                                  | Escritora, activista política, maestra de las artes | [ 48 ] |
| Bessie Morse Bellingrath         |                                  | (1878–1943)       | 1992                                                                                  | Desarrolladora del Bellingrath Gardens | [ 49 ] |
| Ida Elizabeth Brandon Mathis     |                                  | (1857–1925)       | 1993                                                                                  | Reformadora de prácticas agrícolas | [ 50 ] |
| Mary George Jordan Waite         |                                  | (1917–1990)       | 1993                                                                                  | Primera mujer elegida presidenta de una asociación bancaria estatal, ampliamente involucrada con Alabama Girls State | [ 51 ] |
| Doris Marie Bender               |                                  | (1911–1991)       | 1994                                                                                  | Trabajadora social | [ 52 ] |
| Lottice Howell                   |                                  | (1897–1982)       | 1994                                                                                  | Cantante | [ 53 ] |
| Elizabeth Burford Bashinsky      |                                  | (1867–1968)       | 1995–96                                                                               | Líder cívico | [ 54 ] |
| Maude McKnight Lindsay           |                                  | (1874–1941)       | 1995–96 Creadora, estableció el primer jardín de infancia gratuito del estado en 1898 | [ 55 ] |        |
| Hattie Hooker Wilkins            |                                  | (1875–1949)       | 1997                                                                                  | Promotora del sufragio femenino, primera mujer elegida para la Legislatura de Alabama | [ 56 ] |
| Marion Walker Spidle             |                                  | (1887–1983)       | 1997                                                                                  | Educadora, administradora de la universidad, líder de la comunidad | [ 57 ] |
| Martha Foster Crawford           |                                  | (1830–1909)       | 1998                                                                                  | Primera misionera extranjera de la Convención Bautista del Sur, pasó más de cincuenta años en China como misionera | [ 58 ] |
| Maria Howard Weeden              |                                  | (1846–1905)       | 1998                                                                                  | Artista, creadora | [ 59 ] |
| Margaret H. Booth                |                                  | (1880–1953)       | 1999                                                                                  | Educadora, se convirtió en directora de la Escuela Secundaria Demopolis en 1900, fundó la Biblioteca Pública Demopolis, conferencista | [ 60 ] |
| Juliet Opie Hopkins              |                                  | (1818–1890)       | 1999                                                                                  | Enfermera de la guerra civil | [ 61 ] |
| Florence Golson Bateman          |                                  | (1891–1987)       | 2000                                                                                  | Compositora, cantante | [ 62 ] |
| Maria Fearing                    |                                  | (1838–1937)       | 2000                                                                                  | Educadora, misionera, estableció la Casa para Niñas Pantops en Luebo, República Democrática del Congo | [ 63 ] |
| Ida Vines Moffett                |                                  | (1905–1996)       | 2001                                                                                  | Enfermera durante más de 70 años | [ 64 ] |
| Sibyl Murphree Pool              |                                  | (1901–1973)       | 2001                                                                                  | Primera mujer elegida para una oficina estatal, segunda mujer elegida para la Legislatura de Alabama | [ 65 ] |
| Idella Jones Childs              |                                  | (1903–1998)       | 2002                                                                                  | Defensora de los derechos civiles | [ 66 ] |
| Jane Lobman Katz                 |                                  | (1931–1986)       | 2002                                                                                  | Defensora por la reforma del gobierno estatal, defensora de los derechos humanos | [ 67 ] |
| Louise Branscomb                 |                                  | (1901–1999)       | 2003                                                                                  | Doctora pionera, defensora de los derechos humanos | [ 68 ] |
| Bess Bolden Walcott              |                                  | (1886–1988)       | 2003                                                                                  | Bibliotecaria, maestra, autora, primera mujer afroamericana en desempeñarse como Directora de campo interina de la Cruz Roja | [ 69 ] |
| Nancy Batson Crews               |                                  | (1920–2001)       | 2004                                                                                  | Aviadora, una de las veintiocho pilotos mujeres profesionales aceptadas para el Escuadrón Auxiliar Femenino de Transporte durante la Segunda Guerra Mundial | [ 70 ] |
| Rosa Gerhardt                    |                                  | (1898–1975)       | 2004                                                                                  | Primera mujer presidenta de un colegio de abogados en el estado | [ 71 ] |
| Vera Hall                        |                                  | (1902–1964)       | 2005                                                                                  | Cantante de blues y música folk | [ 72 ] |
| Juliette Hampton Morgan          |                                  | (1914–1957)       | 2005                                                                                  | Bibliotecaria, autora, activista de los derechos civiles | [ 73 ] |
| Virginia Foster Durr             |                                  | (1903–1999)       | 2006                                                                                  | Activista de los derechos civiles | [ 74 ] |
| Mary Celesta Johnson Weatherly   |                                  | (1890–1976)       | 2006                                                                                  | Madre del año en 1962 para el estado y la nación | [ 75 ] |
| Fran McKee                       |                                  | (1926–2002)       | 2007                                                                                  | Primera mujer oficial de línea para mantener el rango de contraalmirante en la Marina de los Estados Unidos | [ 76 ] |
| Martha Crystal Myers             |                                  | (1945–2002)       | 2007                                                                                  | Médica, misionera | [ 77 ] |
| Rosa McCauley Parks              |                                  | (1913–2005)       | 2008                                                                                  | Activista de los derechos civiles | [ 78 ] |
| Coretta Scott King               |                                  | (1927–2006)       | 2009                                                                                  | Autora, activista de los derechos humanos, activista de los derechos civiles | [ 79 ] |
| Mary Ivy Burks                   |                                  | (1920–2007)       | 2010                                                                                  | Activista medio ambiental, conservacionista, cofundadora de Alabama Conservancy | [ 80 ] |
| Margaret Charles Smith           |                                  | (1906–2004)       | 2010                                                                                  | Partera afroamericana | [ 81 ] |
| Evelyn Daniel Anderson           |                                  | (1926–1998)       | 2011                                                                                  | Educadora, voluntaria comunitaria, defensora de discapacitados | [ 82 ] |
| Ada Ruth Stovall                 |                                  | (1913–2008)       | 2011                                                                                  | Primera mujer designada como Directora Estatal Asistente de Educación Vocacional para el Departamento de Educación de Alabama | [ 83 ] |
| Nina Miglionico                  |                                  | (1913–2009)       | 2012                                                                                  | Primera mujer miembro del Concejo Municipal de Birmingham | [ 84 ] |
| Frances C. Roberts               |                                  |                   | 2013                                                                                  | Presidió el Departamento de Historia de la Universidad de Alabama en Huntsville y dirigió su Centro de Asesoramiento e Información Académica | [ 85 ] |
| Hazel Mansell Gore               |                                  | (−2001)           | 2014                                                                                  | Médica australiana que enseñó en la Universidad de Alabama en Birmingham | [ 86 ] |
| Kathryn Tucker Windham           |                                  | (1918–2011)       | 2015                                                                                  | Narradora estadounidense, autora, fotógrafa y periodista que nació en Selma y creció en Thomasville | [ 87 ] |
| Anne Mae Beddow                  |                                  | (1893–1974)       | 2016                                                                                  | Enfermera anestesista y teniente en el cuerpo de enfermeras del ejército; desarrolló una técnica para administrar pentotal sódico por vía intravenosa | [ 88 ] |
| Sarah Haynsworth Gayle           |                                  | (1804–1835)       | 2016                                                                                  | Editora que mantuvo un diario de 1827 a 1835 | [ 89 ] |
| Mary Ward Brown                  |                                  | (1917–2013)       | 2017                                                                                  | Escritora americana de historietas y memorias | [ 90 ] |
| Sara Crews Finley                |                                  | (1930–2013)       | 2017                                                                                  | Pionera en genética médica. Cofundó con su esposo, el Dr. Wayne Finley, el primer programa de genética médica en el sureste de los Estados Unidos | [ 91 ] |